# Rosa Tran
Rosa Tran ist eine Filmproduzentin, die 2016 für den Stop-Motion Film Anomalisa für den Oscar in der Kategorie Bester Animationsfilm nominiert wurde.

## Leben
Sie ging auf die Filmschule und arbeitete nebenbei als Maniküristin. Anschließend war sie unter anderem im Reality-TV tätig, arbeitete als Autorin bei Comedy Central und war Marionettenkoordinatorin bei der Serie Robot Chicken. Außerdem war sie als Koproduzentin für Serien wie Titan Maximum und Mary Shelley’s Frankenhole tätig.
Von 2012 bis 2015 arbeitete sie als Produzentin an dem per Kickstarter.com finanzierten Stop-Motion Film Anomalisa, für den sie 2016 gemeinsam mit Duke Johnson und Charlie Kaufman für den Oscar in der Kategorie Bester Animationsfilm nominiert wurde.

## Filmografie (Produktion)
- 2008: Moral Orel (Fernsehserie, 13 Folgen)
- 2009: Titan Maximum (Fernsehserie, 9 Folgen)
- 2010: Robot Chicken (Fernsehserie, 20 Folgen)
- 2010: Mary Shelley’s Frankenhole (Fernsehserie, 1 Folge)
- 2011: Mad (Fernsehserie, 20 Folgen)
- 2015: Anomalisa